# Ségbohoué
Ségbohoué è un arrondissement del Benin situato nella città di Kpomassè (dipartimento dell'Atlantico) con 7.416 abitanti (dato 2006).